# Artabotrys burmanicus
Artabotrys burmanicus är en kirimojaväxtart som beskrevs av A. Dc. Artabotrys burmanicus ingår i släktet Artabotrys och familjen kirimojaväxter. Inga underarter finns listade i Catalogue of Life.